# HC České Budějovice
Der HC Motor České Budějovice ist ein tschechischer Eishockeyklub aus Budweis, der nach 7 Spielzeiten in der zweitklassigen 1. Liga seit dem Aufstieg 2020 wieder in der Extraliga spielt.

## Geschichte

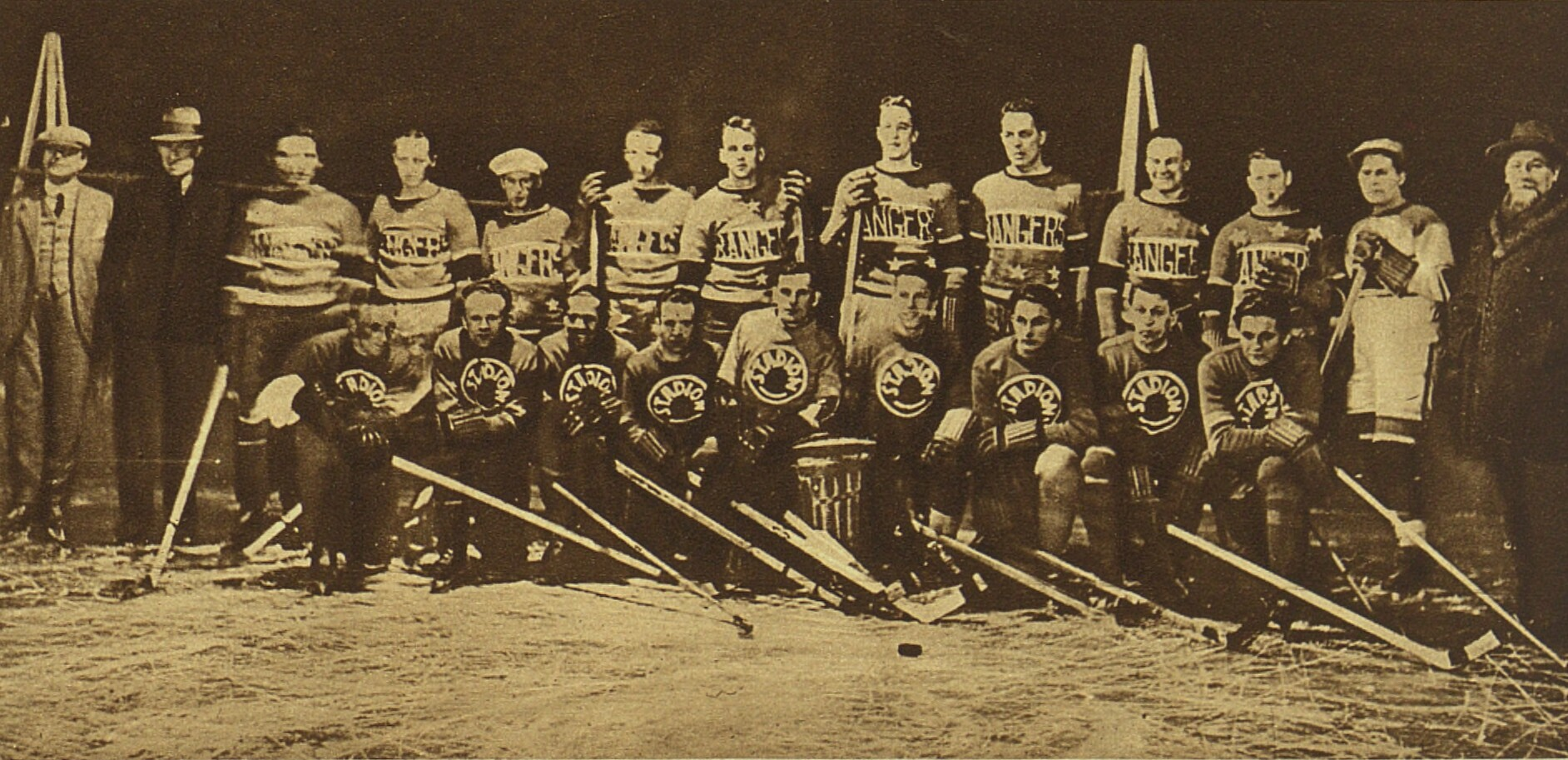
Spieler des AC Stadion České Budějovice zusammen mit den Massachusetts Rangers (1933)

Ab 1913 wurde im SK České Budějovice Bandy gespielt, nach dem Ersten Weltkrieg auch in anderen Sportklubs der Stadt. Im Dezember 1921 fand das erste Spiel im sogenannten kanadischen Eishockey statt, wobei der SK der Mannschaft aus Strakonice unterlag. Eine Woche später gewann der Verein das erste in Budweis ausgetragene Eishockeyspiel gegen den SK Písek. 1928 schlossen sich Viktoria České Budějovice und Slovan České Budějovice zum AC Stadion České Budějovice zusammen. Dieser Verein war 1936/37 Gründungsmitglied der tschechoslowakischen Eishockeyliga.

### In der 1. Spielklasse (1936–2013)

Logo vor Umbenennung in HC Mountfield

Logo des HC Mountfield bis 2013

Nach 1948 erfuhr der AC Stadion České Budějovice zahlreiche Umbenennungen: 1948/49 in Sokol Stadion České Budějovice, 1949 in ZSJ Obchodní domy České Budějovice, 1950 in SKP České Budějovice. In der Saison 1950/51 feierte der Verein aus Budweis den bisher einzigen Meistertitel der Vereinsgeschichte. Vor der neuen Saison wurde der Klub in Slavoj České Budějovice umbenannt. Dieser Name hatte bis Oktober 1965 Bestand, als der Klub unter die Schirmherrschaft des volkseigenen Unternehmens Motor kam. Motor wurde 1980/81 Vizemeister hinter TJ Vítkovice. Den Meistertitel verhinderte die damals gültige Punkteregel, wonach es für ein Unentschieden keine Punkte gab. 1994/95 erreichte der inzwischen in HC České Budějovice umbenannte Verein den dritten Rang in der Extraliga.
2004 stieg der Verein in die 1. Liga ab, nachdem die Mannschaft nur den 14. Platz der Saison 2003/04 belegt hatte. Ein Jahr später erreichte der Verein die Meisterschaft der 1. Liga und sicherte mit einem 4:1 gegen den HC Dukla Jihlava den Wiederaufstieg in die Extraliga.
2006 begann die Zusammenarbeit mit dem Hauptsponsor Mountfield, einem tschechischen Händler für Gartenartikel. Ab diesem Zeitpunkt spielte der Verein unter dem Namen HC Mountfield České Budějovice, im Zuge der Umbenennung wurden auch das Vereinslogo sowie die Vereinsfarben geändert. Durch den Gewinn der Hauptrunde der Saison 2007/08 war der HC Mountfield für die neugegründete Champions Hockey League spielberechtigt und spielte in einer Gruppe mit dem russischen Meister Salawat Julajew Ufa und dem slowakischen Meister HC Slovan Bratislava.

### Verkauf der Lizenz, Zweitklassigkeit und Wiederaufstieg (seit 2013)
Im Verlauf der Saison 2012/13 einigte sich die Extraliga auf einen Sponsorenvertrag mit der Radegast-Brauerei, die ab der folgenden Saison die exklusiven Ausschankgenehmigungen in allen Stadien der Spielklasse erhielt. Dieser Vertrag kollidierte mit dem Vertrag zwischen der Stadt Budweis und der Budweiser-Budvar-Brauerei bezüglich der Namens- und Ausschankrechte der Budvar Aréna, der hohe Strafen für den Ausschank einer anderen Biermarke als Budweiser in der Arena vorsieht.
Nachdem keine Einigung zwischen den Konfliktparteien erreicht werden konnte, wurde die Extraliga-Lizenz (inklusive der laufenden Spieler- und Mitarbeiterverträge) an eine neue Betreibergesellschaft aus Hradec Králové verkauft. Wenige Tage später wurde bekannt, dass der Stammverein HC České Budějovice die 1. Liga-Lizenz des HC VCES Hradec Králové übernommen hatte.
In den folgenden Jahren gehörte der HC Motor zu den besten Klubs der Liga und nahm 2015, 2017 und 2019 jeweils an der Aufstiegsrunde zur Extraliga teil, scheiterte jedoch jeweils am Aufstieg. Aufgrund der Verbreitung des Coronavirus SARS-CoV-2 wurde die Saison 2019/20 vorzeitig beendet, die Playoffs nicht abgeschlossen und der Meistertitel nicht vergeben. Der HC Motor České Budějovice wurde als Hauptrundensieger das Aufstiegsrecht in die Extraliga gewährt. Kurz vor Beginn der Saison 2020/21 änderte der Verein aufgrund eines neuen Hauptsponsors seinen Namen in Madeta Motor České Budějovice. Nach nur einem Jahr beendete der Sponsor die Zusammenarbeit, so dass der Klub zum ursprünglichen Namen HC Motor České Budějovice zurückkehrte. 
Im Spieljahr 2021/22 erreichte der Klub erstmals wieder das Playoff-Halbfinale. 2023 wurde der Verein abermals umbenannt, diesmal in Banes Motor České Budějovice.

## Erfolge

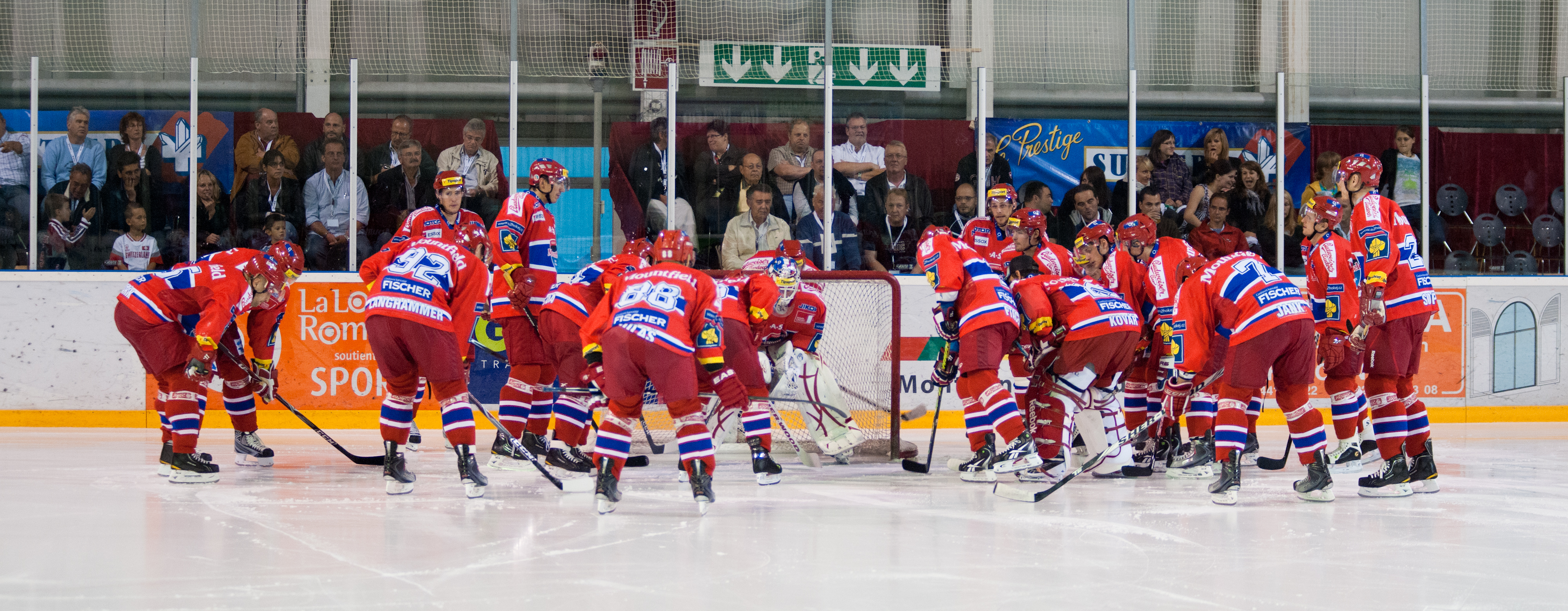
Spieler des HC České Budějovice, August 2010

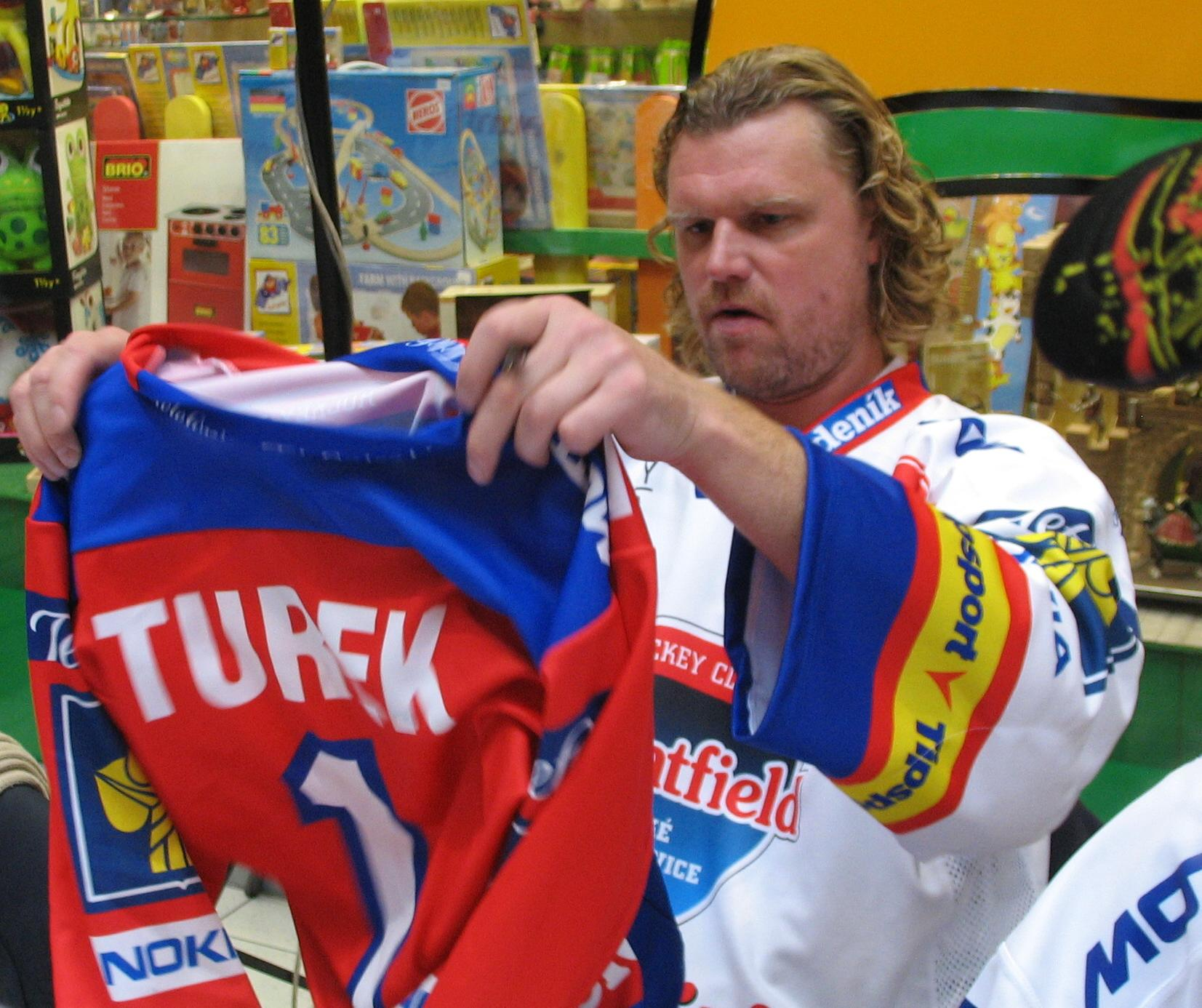
Roman Turek ist einer der erfolgreichsten Spieler des HC České Budějovice

### Titel
- 1936/37: 3. Platz der tschechoslowakischen Meisterschaft
- 1950/51: Tschechoslowakischer Meister
- 1980/81: Tschechoslowakischer Vizemeister
- 1994/95: 3. Platz der tschechischen Meisterschaft
- 2004/05: Meisterschaft der 1. Liga; Aufstieg in die Extraliga
- 2007/08: Gewinn der regulären Saison, 3. Platz der Tschechischen Meisterschaft, Qualifikation für die Champions Hockey League
- 2016/17: Meisterschaft der 1. Liga
- 2019/20: Hauptrundensieger der 1. Liga; Aufstieg in die Extraliga

Fair-Play Trophäe
- HC České Budějovice 1996

### Auszeichnungen
Roman Turek, der heutige Präsident des Klubs, wurde viermal zum Spieler des Jahres gewählt und erhielt 1994 zudem den Zlatá hokejka, die höchste Eishockey-Trophäe Tschechiens. Drei Spieler des HC České Budějovice wurden seit 1993 als Rookie des Jahres ausgezeichnet.
Zlatá hokejka
- Roman Turek 1994

Spieler des Jahres
- Roman Turek 1994, 1995, 1996, 2008

Verteidiger des Jahres
- Libor Zábranský 1996

Fairster Spieler des Jahres
- Radek Bělohlav 1997

Rookie des Jahres
- Radek Martínek 1997
- Václav Nedorost 2000
- Milan Michálek 2002

 All-Star Team der Extraliga
- 2008: Roman Turek, Milan Toman

## Heimspielstätte

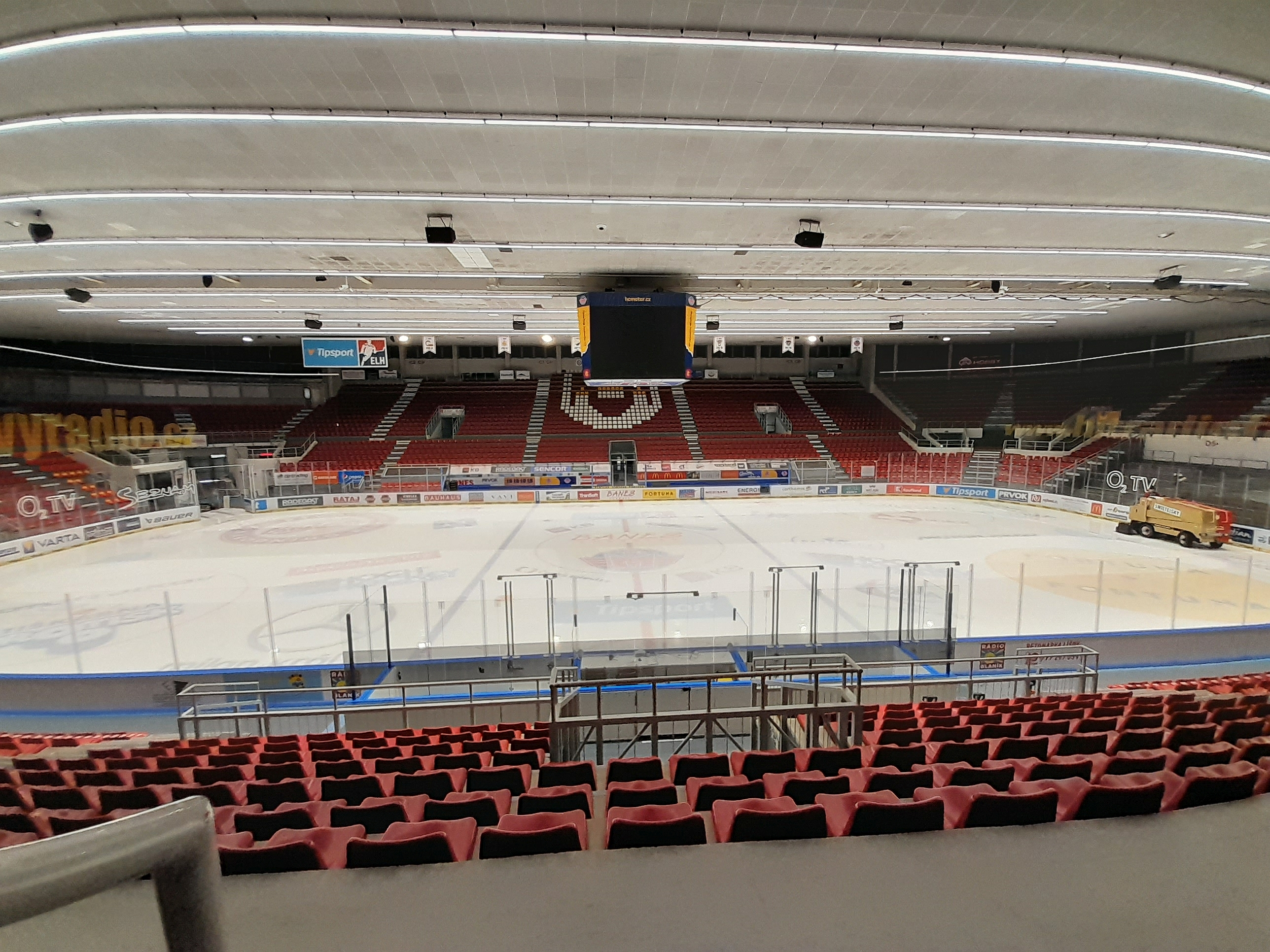
Innenansicht der Budvar Aréna (2024)

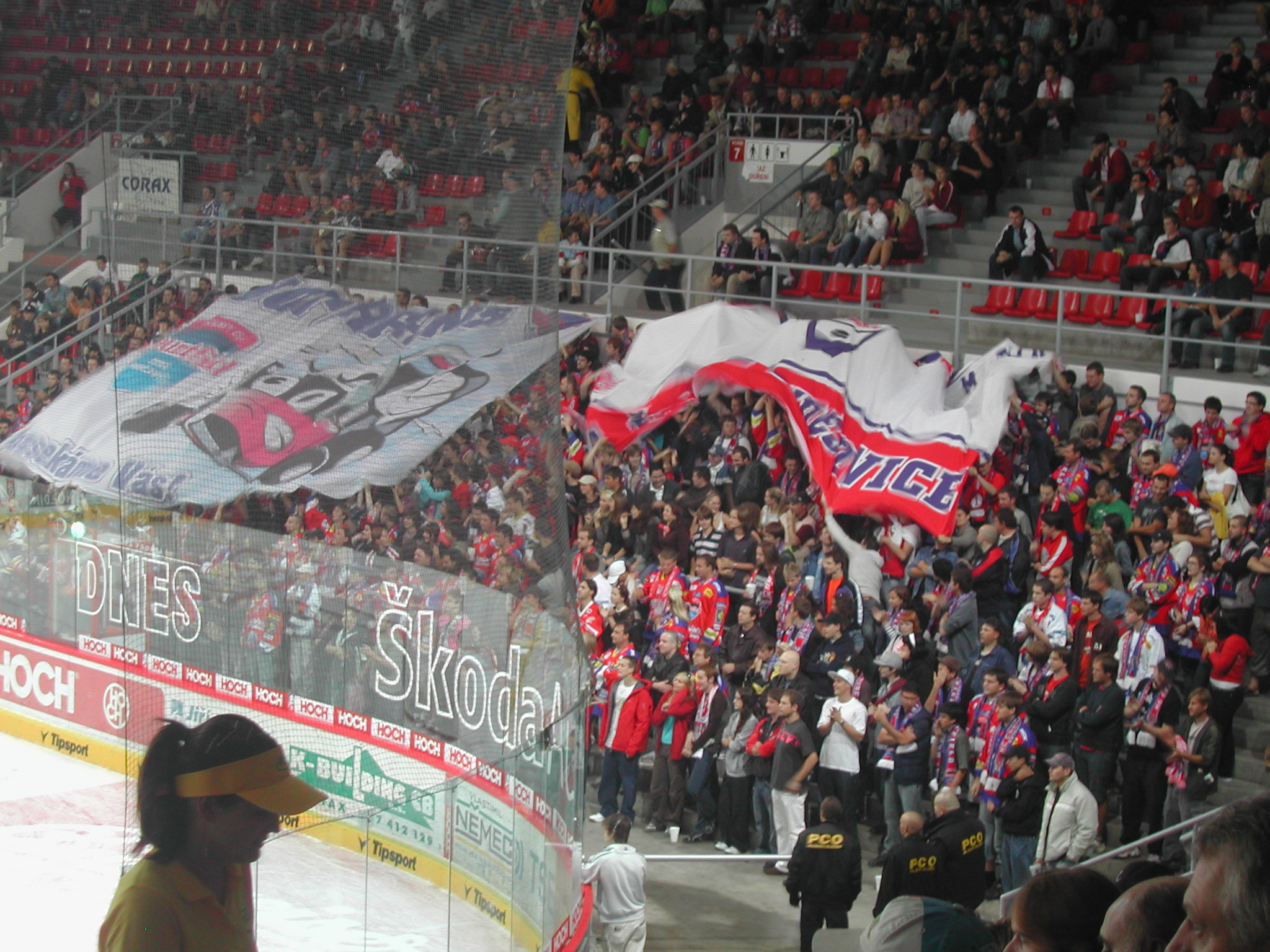
Fans des Klubs

Die Heimspielstätte des HC České Budějovice ist die Budvar Aréna, ein 1946 errichtetes Eisstadion, das 1967 überdacht wurde. 2001/02 wurde das Eisstadion grundlegend renoviert und erhielt den neuen Namen Budvar Aréna. Die Kapazität beträgt 6.421 Plätze, davon 551 Stehplätze. Eigentümer ist die Stadt Budweis.

### Zuschauerschnitt
Den höchsten Zuschauerschnitt in der Extraliga verzeichnete der HC České Budějovice in der Saison 2007/08, als durchschnittlich 5588 Zuschauer in die Budvar Arena strömten. In den Playoffs der gleichen Saison war die Budvar Arena bei sechs von sieben Spielen ausverkauft. Die Eintrittspreise in der Spielzeit 2008/09 lagen zwischen 120 und 200 Kč für Einzeltickets und zwischen 3500 und 5900 Kč für Saisonkarten. Nach dem Abstieg 2013 sanken die Zuschauerzahlen deutlich und erreichten erst in der Saison 2017/18 erneut die Extraliga-Werte. In der Saison 2023/24 wurde mit 6132 ein neuer Klubrekord aufgestellt,  was einer Auslastung von über 95 % entsprach. Die Eintrittspreise in der regulären Saison lagen zwischen 200 und 290 Kč für Einzeltickets, die Saisonkarten lagen zwischen 4800 und 8500 Kč.
| Saison    | Zuschauerschnitt |
| --------- | ---------------- |
| 1993/94   | 2654             |
| 1994/95   | 2957             |
| 1995/96   | 3006             |
| 1996/97   | 2797             |
| 1997/98   | 3356             |
| 1998/99   | 4645             |
| 1999/2000 | 4166             |
| 2000/01   | 3700             |
| 2001/02   | 1623             |
| 2002/03   | 3988             |
| 2003/04   | 3998             |

| Saison  | Zuschauerschnitt |
| ------- | ---------------- |
| 2004/05 | 2482             |
| 2005/06 | 4286             |
| 2006/07 | 5402             |
| 2007/08 | 5588             |
| 2008/09 | 5210             |
| 2009/10 | 4613             |
| 2010/11 | 4774             |
| 2011/12 | 4319             |
| 2012/13 | 4452             |
| 2013/14 | 3724             |
| 2014/15 | 4462             |

| Saison  | Zuschauerschnitt |
| ------- | ---------------- |
| 2015/16 | 5492             |
| 2016/17 | 5501             |
| 2017/18 | 5869             |
| 2018/19 | 5735             |
| 2019/20 | 5718             |
| 2020/21 | --               |
| 2021/22 | 4372             |
| 2022/23 | 5722             |
| 2023/24 | 6132             |

## Platzierungen seit 1993
| Saison    | Platzierung Reguläre Saison | Punkte | Saisonabschluss                | Kapitän                           | Trainer |
| --------- | --------------------------- | ------ | ------------------------------ | --------------------------------- | --- |
| 1993/94   | 2. Platz                    | 52     | 5. Platz                       | Roman Horák                       | Jiří Vrba und Vladimír Caldr (Spieler-Assistenztrainer)                                                                                     |
| 1994/95   | 6. Platz                    | 46     | 3. Platz                       | Roman Horák                       | Karel Pražák und Vladimír Caldr, später ersetzt durch Vladimír Caldr und Jaroslav Pouzar                                                    |
| 1995/96   | 3. Platz                    | 49     | 4. Platz                       |                                   | Vladimír Caldr und Jaroslav Liška |
| 1996/97   | 7. Platz                    | 52     | 7. Platz                       |                                   | Vladimír Caldr und Jaroslav Liška |
| 1997/98   | 10. Platz                   | 48     | 10. Platz                      | Radek Ťoupal                      | Vladimír Caldr und Jaroslav Liška, ersetzt durch Jaroslav Liška und Jaroslav Pouzar                                                         |
| 1998/99   | 5. Platz                    | 60     | 5. Platz                       | Radek Ťoupal                      | Jaroslav Liška und Jaroslav Pařízek |
| 1999/2000 | 6. Platz                    | 61     | 7. Platz                       |                                   | Jaroslav Liška und Jaroslav Pařízek |
| 2000/01   | 11. Platz                   | 72     | 11. Platz                      |                                   | Jaroslav Liška und Jaroslav Pařízek, ersetzt durch Jan Tlačil und Jaroslav Pouzar                                                           |
| 2001/02   | 12. Platz                   | 59     | 12. Platz                      | Rudolf Suchánek                   | Jaroslav Jágr und Václav Červený, J. Jágr während der Saison durch Jaroslav Liška ersetzt                                                   |
| 2002/03   | 6. Platz                    | 80     | 6. Platz                       | Rudolf Suchánek                   | Jaroslav Liška und Václav Červený, Liška später durch Jaroslav Pouzar ersetzt                                                               |
| 2003/04   | 14. Platz                   | 47     | 14. Platz Abstieg              | Luboš Rob                         | Jan Neliba und Vladimír Caldr, ab dem 8. Spieltag statt Neliba Jaroslav Pouzar, wiederum ersetzt durch Ladislav Kolda und Radek Ťoupal      |
| 2004/05   | 1. Platz (1. Liga)          | 134    | Meister Aufstieg               | Václav Prospal                    | Josef Jandač und Milan Kupka |
| 2005/06   | 8. Platz                    | 76     | 4. Platz                       | Radek Bělohlav                    | Josef Jandač und Milan Kupka |
| 2006/07   | 3. Platz                    | 89     | 4. Platz                       | Petr Sailer                       | Josef Jandač und Milan Kupka |
| 2007/08   | 1. Platz                    | 106    | 3. Platz                       | Petr Sailer                       | Josef Jandač |
| 2008/09   | 11. Platz                   | 71     | 11. Platz                      | Petr Sailer, später Ondřej Veselý | Ernest Bokroš und Jan Tlačil, ab Januar 2009 Jan Tlačil und Milan Kupka                                                                     |
| 2009/10   | 9. Platz                    | 71     | 9. Platz                       | Petr Sailer                       | Jan Tlačil und Milan Kupka, ab 28. Oktober 2009 František Výborný                                                                           |
| 2010/11   | 6. Platz                    | 85     | 7. Platz                       | František Ptáček                  | František Výborný, Milan Kupka, Ladislav Gula                                                                                               |
| 2011/12   | 5. Platz                    | 83     | 6. Platz                       | František Ptáček                  | František Výborný, Milan Kupka, Ladislav Gula                                                                                               |
| 2012/13   | 8. Platz                    | 76     | 9. Platz                       | Jiří Šimánek                      | Peter Draisaitl, Radek Bělohlav und Roman Turek                                                                                             |
| 2013/14   | 9. Platz (1. Liga)          | 65     | 12. Platz                      | Aleš Kotalík                      | Radek Bělohlav, Jaroslav Jágr, später Jaroslav Jágr, Radek Bělohlav, gefolgt von Petr Rosol, Radek Bělohlav                                 |
| 2014/15   | 2. Platz (1. Liga)          | 95     | 2. Platz                       | Josef Straka                      | Petr Rosol, Radek Bělohlav |
| 2015/16   | 3. Platz (1. Liga)          | 97     | 3. Platz                       | Josef Straka                      | Petr Rosol, Radek Bělohlav, gefolgt von Radek Bělohlav, Martin Štrba, Roman Turek                                                           |
| 2016/17   | 1. Platz (1. Liga)          | 111    | Meister                        | Lukáš Květoň                      | Antonín Stavjaňa, Martin Štrba und Roman Turek                                                                                              |
| 2017/18   | 2. Platz (1. Liga)          | 101    | 3. Platz                       | Zdeněk Kutlák                     | Antonín Stavjaňa, Martin Štrba und Roman Turek, ersetzt durch Marian Jelínek, Aleš Kotalík, Luboš Rob und Stanislav Hrubec                  |
| 2018/19   | 3. Platz (1. Liga)          | 106    | 1. Platz                       | Zdeněk Kutlák                     | Václav Prospal, Aleš Totter und Stanislav Hrubec                                                                                            |
| 2019/20   | 1. Platz (1. Liga)          | 153    | Playoffs abgebrochen, Aufstieg | Pavel Pýcha                       | Václav Prospal, Aleš Totter und Stanislav Hrubec                                                                                            |
| 2020/2021 | 14. Platz                   | 33     | 14. Platz                      | Pavel Pýcha                       | Václav Prospal, Aleš Totter und Stanislav Hrubec                                                                                            |
| 2021/2022 | 3. Platz                    | 93     | 3. Platz                       | Milan Gulaš                       | Jaroslav Modrý, Patrik Martinec, Roman Fousek und Stanislav Hrubec                                                                          |
| 2022/2023 | 13. Platz                   | 61     | 13. Platz                      | Milan Gulaš                       | Jaroslav Modrý, David Čermák, Roman Fousek und Stanislav Hrubec; ab Dez. 2022 David Čermák, Jiří Novotný, Roman Fousek und Stanislav Hrubec |
| 2023/2024 | 6. Platz                    | 83     | 6. Platz                       | Milan Gulaš                       | Ladislav Čihák, Jiří Hanzlík und Stanislav Hrubec                                                                                           |

## Spieler und Trainer

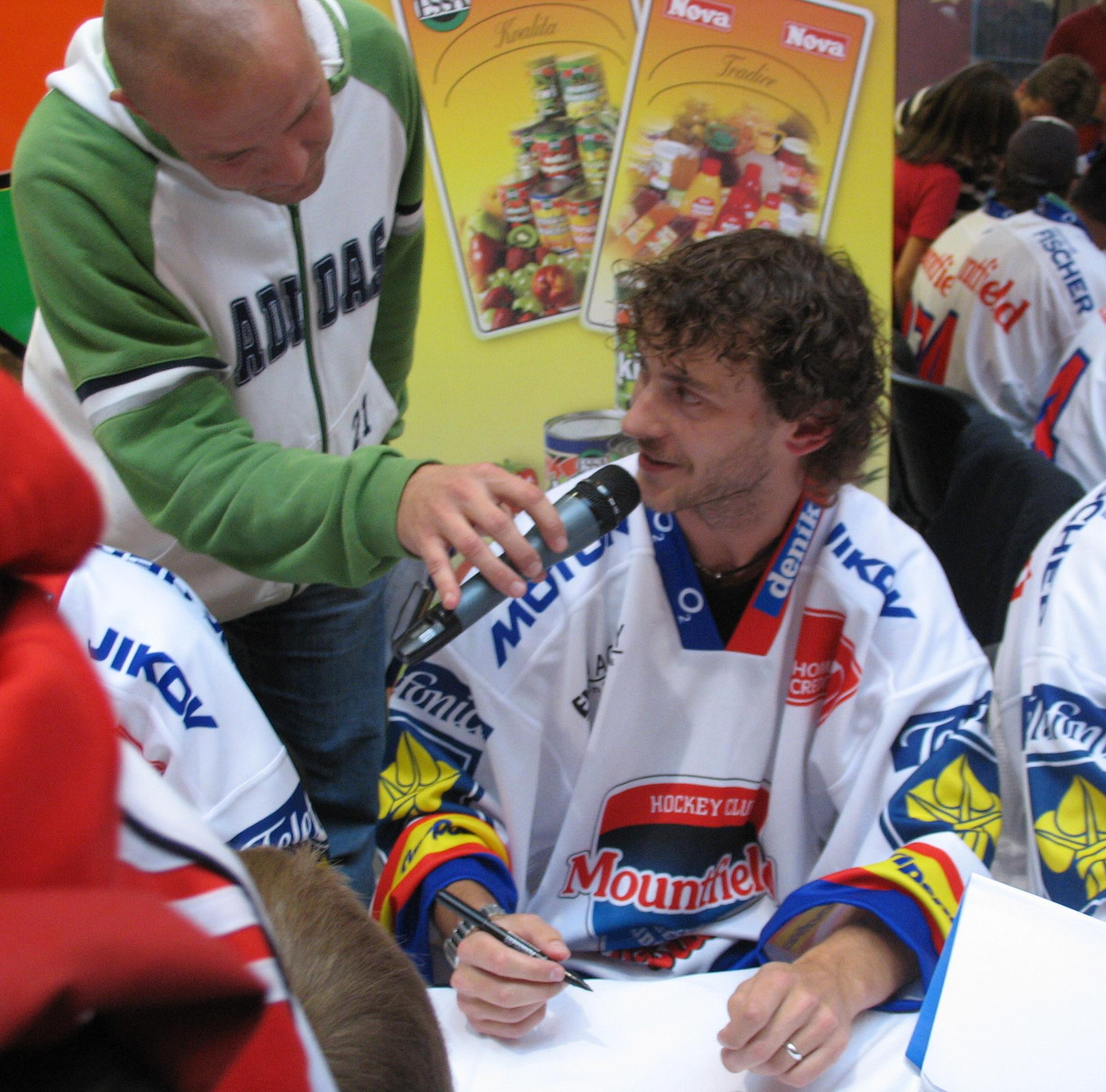
Viktor Hübl bei einer Autogrammstunde

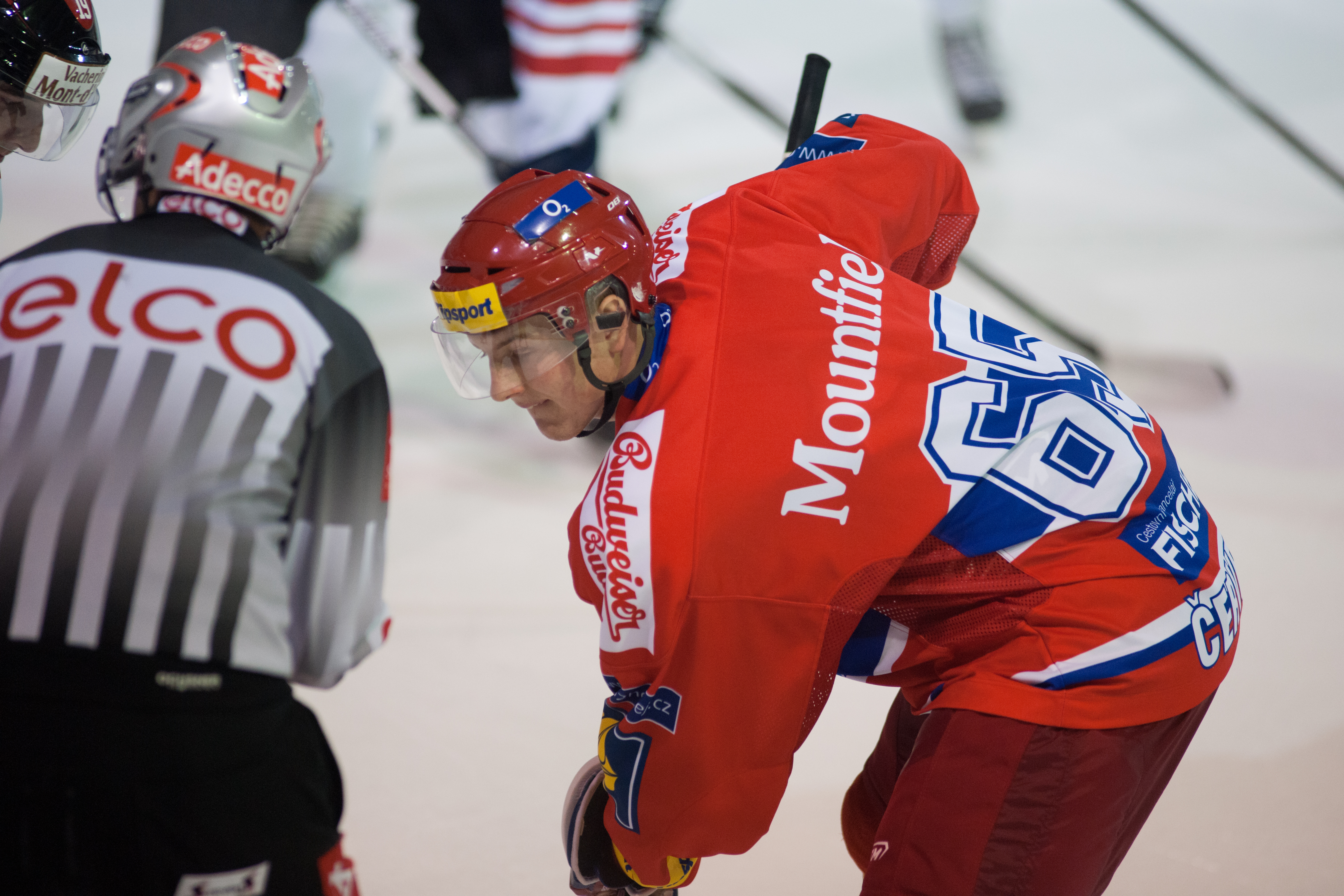
Rudolf Červený, August 2010

### Bekannte ehemalige Spieler
- Miroslav Dvořák,
13 Spielzeiten für Motor České Budějovice, mehrfacher Weltmeister
- Čeněk Pícha
- František Mizera
- Jiří Macelis
- Vlastimil Hajšman
- Jan Vodička
- Jaroslav Pouzar
- Jaroslav Korbela
- Josef Melichar
- Roman Horák
- Andrew Ference
- Norbert Král
- Jiří Lála
- Vladimír Caldr
- Rudolf Suchánek
- Radek Dvořák
- Roman Turek
- Václav Prospal
- Václav Nedorost
- Martin Hanzal
- Jaroslav Modrý

### Trainer
| Zeitraum  | Trainer                                  |
| --------- | ---------------------------------------- |
| 1936–1950 | Václav Piloušek                          |
| 1950/51   | Jan Kališ                                |
| 1951–1955 | Václav Piloušek                          |
| 1955/56   | Leopold Vávra                            |
| 1956/57   | Oldřich Hurych, später František Mizera  |
| 1957/58   | František Mizera                         |
| 1958/59   | František Mizera, später Karel Bílk      |
| 1959–1962 | Zlatko Červený                           |
| 1962/63   | Zlatko Červený, später Vlastimil Hajšman |
| 1963/64   | Vlastimil Hajšman                        |
| 1964/65   | Leopold Vávra                            |
| 1965–1967 | Ladislav Pejcha                          |
| 1967–1969 | Slavomír Bartoň                          |
| 1969–1971 | Vlastimil Hajšman                        |

| Zeitraum  | Trainer                                                     |
| --------- | ----------------------------------------------------------- |
| 1971/72   | Luděk Bukač und Ladislav Pejcha                             |
| 1972/73   | Luděk Bukač und Emil Piloušek                               |
| 1973/74   | Vlastimil Sýkora, später Slavomír Barton                    |
| 1974–1976 | Slavomír Bartoň und František Neumaier                      |
| 1976/77   | Slavomír Bartoň, Ladislav Pejcha und Josef Květoň           |
| 1977/78   | Ladislav Pejcha und František Neumaier                      |
| 1978/79   | Ladislav Pejcha und František Neumaier, später Karel Pražák |
| 1979/80   | Josef Horešovský und Karel Pražák                           |
| 1980–1983 | Karel Pražák und Petr Podlaha                               |
| 1983/84   | Karel Pražák und Václav Červený                             |
| 1984/85   | Václav Červený und Jan Šrámek                               |

| Zeitraum  | Trainer                                                                       |
| --------- | ----------------------------------------------------------------------------- |
| 1985/86   | Václav Červený und Jan Šrámek, später Jaroslav Jágr                           |
| 1986/87   | Karel Pražák und Jan Šrámek                                                   |
| 1987/88   | Karel Pražák und Václav Mařík                                                 |
| 1988/89   | Karel Pražák und Václav Mařík, Pražák später ersetzt durch Jan Šrámek         |
| 1989/90   | Zdeněk Uher und Jan Šrámek, später Miroslav Dvořák                            |
| 1990/91   | Zdeněk Uher und Miroslav Dvořák, Uher ersetzt durch František Joun            |
| 1991/92   | František Joun und Miroslav Dvořák, später Jaroslav Jágr                      |
| 1992/93   | Jaroslav Jágr und František Joun, ab Play-offs Karel Pražák und Petr Podlahou |
| seit 1993 | siehe oben                                                                    |